# Ha‘ava
Pour les articles homonymes, voir Bordelais.
Le Ha‘ava (en marquisien) ou Canal du Bordelais (en français) est le détroit de 4 km de largeur qui sépare les îles de Tahuata et d'Hiva Oa, deux îles du groupe sud de l'archipel des Marquises.
Son appellation de "Canal du Bordelais" lui vient du passage du navire éponyme en 1817, lors de son tour du monde.